# مولوكاي
مولوكاي هي جزيرة تقع في أرخبيل هاواي وتتبع ولاية هاواي الأمريكية. تبلغ مقاييسها 61 في 16 كيلومتراً، إذ أنَّها طويلة جداً مع عرض قليل. تبلغ مساحتها 673.40 كم² ممَّا يجعلها خامس أكبر جزر هاواي، والجزيرة رقم 27 من بين جزر الولايات المتحدة الأمريكية حسب المساحة.
تقع مولوكاي شرق جزيرة أواهو ضمن نطاق «قناة كايْوِي» البالغ عرضها 40 كيلومتراً، وشمال جزيرة لاناي، وتفصلها عنها قناة كالوهي. يمكن في المساء رؤية أنوار جزيرة هونولولو المجاورة من طرف مولوكاي الغربيّ. كما يمكن رؤية جزيرتي لاناي وماوي من أيّ مكانٍ على ساحلها الجنوبي.
تعد جزيرة مولوكاي عند المسيحيّين الكاثوليك مكان إقامة الأب داميان، وهو كاهن بلجيكي، وكذلك الأم ماريانا، وهي والدة القديس فرانسيك. وقد كان كلاهما قدّيسَين كاثوليكيَّين جليلين ومعروفين خلال القرن التاسع عشر الميلادي. ولهذا السبب فإنَّ المسيحيين الكاثوليك من مختلف أنحاء العالم يزورون الجزيرة للصَّلاة والدعاء.
تاريخياً، استعملت حكومة هاواي مستوطنةً منعزلةً شمال الجزيرة تدعى «كالاوبابا» لإيواء المصابين بمرض الجذام تحت حجرٍ صحي، إلا أنَّ هذه الحالات اختفت منذ زمن. ولم يعد ثمَّة الآن أيُّ مصابين بالمرض على مولوكاي. وأما من لا زالوا يسكنون البلدة حالياً فهم المرضى الذين فضلوا البقاء فيها بعد رفع قانون الحجر الصحي عنها في ام 1969.

## أعلام
- بوب جونسون

## وصلات خارجية
- Molokai-Reiseführer
- Karte der Ahupaʻa (östlicher Teil)